# Sede per la Società Filatura Cascami Seta
Il palazzo della Sede per la Società Filatura Cascami Seta è un edificio storico di Milano situato in via Santa Valeria al civico 3. Venne eretto fra il 1920 e il 1924 su progetto dell'architetto Piero Portaluppi per ospitarvi la sede della Società di Filatura Cascami Seta.

## Storia e descrizione
Il progetto della sede della Società di Filatura Cascami Seta viene commissionato al Portaluppi nel 1920 dalla Società Anonima Porta Vercellina, proprietaria di un lotto lungo la via Santa Valeria, alle spalle della basilica di Sant'Ambrogio, nel pieno centro della città di Milano. Il terreno risultava attiguo a Palazzo Cornaggia, già Castiglioni, di fondazione antica e più volte ristrutturato nel Sette e Ottocento, e occupava l'area dove originariamente ne sorgevano le scuderie e i rustici.
Portaluppi operò su un lotto angusto, molto irregolare, poligonale, parzialmente occupato da una corte interna e intervenne primariamente nel completamento del lato mancante e nella ricostituzione della cortina stradale lungo la via Santa Valeria. Portaluppi decise di assecondare l'irregolarità del lotto ponendo come centro dell'edificio l'atrio pentagonale a doppia altezza, con ballatoio perimetrale e lucernario di copertura, in asse con il portale d’ingresso; l'atrio immette in un corridoio che si apre sugli uffici ed è attiguo allo scalone a rampe semicircolari che collega i piani.
Esternamente il palazzo è provvisto di una facciata in pietra di ceppo caratterizzata da un'alta zoccolatura a riquadri geometrici e un ordine gigante di lesene con trifora centrale; le vistose decorazioni e i dettagli rococò reinterpretano alcuni elementi tipici dell'architettura milanese settecentesca. Gli interni sono invece declinati su un gusto art déco, con pareti in legno decorate a losanghe, pavimento a mosaico all'ingresso, decorazioni a stucco sui soffitti e ferri battuti nelle balaustre.
Sulla destra dell'edificio un cancello delimitato da due colonne decorate, parte del progetto sempre del Portaluppi di una nuova portineria datato 1923-1924 ma che non fu portato a compimento.